# Antonio Montaner Castaño
Antonio Montaner Castaño (Villanueva de la Serena, província de Badajoz, 1880 - ?) fou un jurista i polític extremeny radicat a Barcelona.
Llicenciat en dret, va exercir com a advocat a Barcelona, on fou membre del Col·legi de Procuradors. També fou membre de la maçoneria i col·laborà al diari El Combate, on es distingí per la seva campanya per tal de recuperar els llibres de Francesc Ferrer Guàrdia, que havien estat confiscats per les autoritats militars.
Va militar en el lerrouxista Partit Republicà Radical, amb el qual fou escollit regidor de l'Ajuntament de Barcelona pel districte 7 a les eleccions municipals de 1917. El 1922 va encapçalar el sector crític partidari de regenerar el partit, però finalment es va donar de baixa. Arran de la proclamació de la Segona República Espanyola va tornar a la política i durant l'any 1931 fou nomenat governador civil de Sevilla i de Saragossa. De 1933 a 1936 fou delegat especial del govern republicà al Consorci de la Zona Franca i director general de Ferrocarrils.